# Cereceda de la Sierra
Cereceda de la Sierra ist ein westspanischer Ort und eine Gemeinde (municipio) mit 62 Einwohnern (Stand: 2024) in der Provinz Salamanca in der Autonomen Gemeinschaft Kastilien-León. 

## Lage und Klima
Cereceda de la Sierra liegt etwa 95 Kilometer südsüdwestlich von Salamanca in einer Höhe von gut 720 m.
Das Klima ist gemäßigt bis warm; Regen (ca. 696 mm/Jahr) fällt hauptsächlich im Winterhalbjahr.

## Bevölkerungsentwicklung
| Jahr      | 1970 | 1981 | 1991 | 2001 | 2011 | 2021 |
| Einwohner | 246  | 149  | 128  | 101  | 119  | 67   |

Der Bevölkerungsrückgang seit den 1950er Jahren ist im Wesentlichen auf die Mechanisierung der Landwirtschaft, die Aufgabe von bäuerlichen Kleinbetrieben und den damit einhergehenden Verlust an Arbeitsplätzen zurückzuführen.

## Sehenswürdigkeiten
- Kirche Unsere Liebe Frau vom Rosenkranz (Iglesia de Nuestra Señora del Rosario)

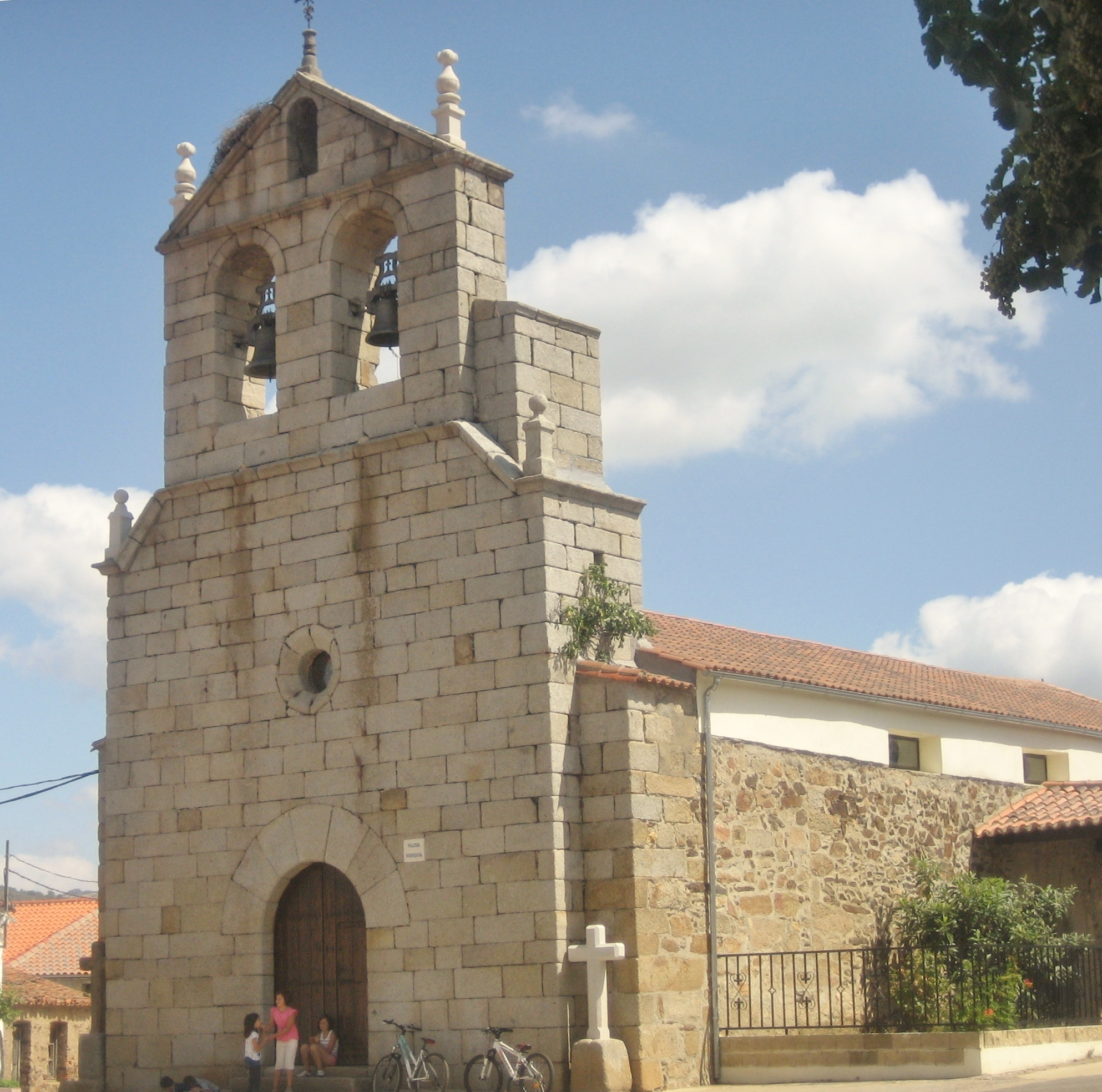
Kirche Unsere Liebe Frau vom Rosenkranz
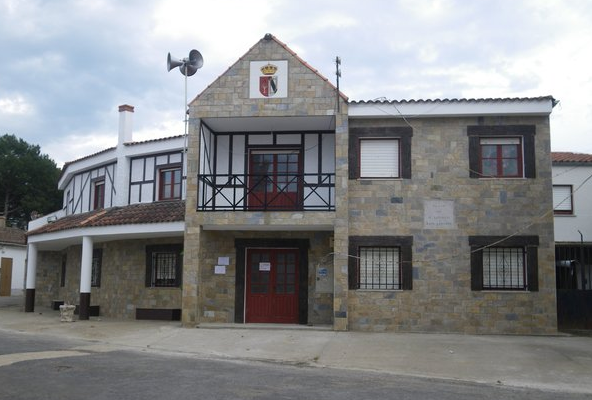
Rathaus